# Saison 2018-2019 des Pelicans de La Nouvelle-Orléans
La saison 2018-2019 des Pelicans de La Nouvelle-Orléans est la 16e saison de la franchise en National Basketball Association (NBA).

## Draft
Les Pelicans de La Nouvelle-Orléans entrent dans la draft 2018 de la NBA avec un choix en attendant des éventuels échanges. 
| Tour | Choix | Joueur    | Poste | Nationalité | Provenance                  |
| ---- | ----- | --------- | ----- | ----------- | --------------------------- |
| 2    | 51    | Tony Carr | G     | États-Unis  | Nittany Lions de Penn State |

## Matchs

### Summer League
| Summer League Total: 2-3 |

| Match | Date match | Équipe   | Score     | Meilleur marqueur   | Meilleur rebondeur  | Meilleur passeur | Lieux Spectateurs    | Série |
| ----- | ---------- | -------- | --------- | ------------------- | ------------------- | ---------------- | -------------------- | ----- |
| 1     | 6 juillet  | Toronto  | V 90-77   | Trevon Bluiett (24) | Cheick Diallo (10)  | Tony Carr (5)    | Thomas & Mack Center | 1 - 0 |
| 2     | 7 juillet  | Miami    | V 110-84  | Trevon Bluiett (26) | Cheick Diallo (9)   | Walter Lemon (9) | Cox Pavilion         | 2 - 0 |
| 3     | 9 juillet  | Détroit  | D 97-105  | Cheick Diallo (25)  | Cliff Alexander (9) | Walter Lemon (7) | Cox Pavilion         | 2 - 1 |
| 4     | 12 juillet | Miami    | D 106-110 | Cheick Diallo (28)  | Cheick Diallo (13)  | Walter Lemon (6) | Cox Pavilion         | 2 - 2 |
| 5     | 13 juillet | New York | D 83-102  | Garlon Green (23)   | Derek Willis (6)    | Walter Lemon (7) | Thomas & Mack Center | 2 - 3 |

### Pré-saison
| Pré-saison Total: 0-5 (Domicile : 0-1 ; Extérieur : 0-4) |

| Match | Date match   | Équipe     | Score     | Meilleur marqueur     | Meilleur rebondeur | Meilleur passeur  | Lieux Spectateurs       | Série |
| ----- | ------------ | ---------- | --------- | --------------------- | ------------------ | ----------------- | ----------------------- | ----- |
| 1     | 30 septembre | @ Chicago  | D 116-128 | Holiday, Jackson (16) | Elfrid Payton (8)  | Julius Randle (5) | United Center           | 0 - 1 |
| 2     | 1er octobre  | @ Atlanta  | D 102-116 | Anthony Davis (16)    | Brandon McCoy (8)  | Elfrid Payton (7) | Hank McCamish Pavilion  | 0 - 2 |
| 3     | 5 octobre    | @ New York | D 100-106 | Nikola Mirotić (19)   | Anthony Davis (13) | Elfrid Payton (7) | Madison Square Garden   | 0 - 3 |
| 4     | 10 octobre   | @ Miami    | D 128-140 | Julius Randle (23)    | Cheick Diallo (8)  | Elfrid Payton (8) | American Airlines Arena | 0 - 4 |
| 5     | 11 octobre   | Toronto    | D 119-134 | Anthony Davis (36)    | Anthony Davis (15) | Jrue Holiday (8)  | Smoothie King Center    | 0 - 5 |

### Saison régulière
| Saison régulière Total: 33-49 (Domicile : 19-22 ; Extérieur : 14-27) |

| Match | Date match | Équipe         | Score     | Meilleur marqueur   | Meilleur rebondeur  | Meilleur passeur   | Lieux                | Série |
| ----- | ---------- | -------------- | --------- | ------------------- | ------------------- | ------------------ | -------------------- | ----- |
| 1     | 17 octobre | @ Houston      | V 131-112 | Anthony Davis (32)  | Anthony Davis (16)  | Elfrid Payton (10) | Toyota Center        | 1 - 0 |
| 2     | 19 octobre | Sacramento     | V 149-129 | Nikola Mirotić (36) | Julius Randle (14)  | Jrue Holiday (10)  | Smoothie King Center | 2 - 0 |
| 3     | 23 octobre | LA Clippers    | V 116-109 | Anthony Davis (34)  | Anthony Davis (13)  | Jrue Holiday (9)   | Smoothie King Center | 3 - 0 |
| 4     | 26 octobre | Brooklyn       | V 117-115 | Jrue Holiday (26)   | Anthony Davis (14)  | Elfrid Payton (6)  | Smoothie King Center | 4 - 0 |
| 5     | 27 octobre | Utah           | D 111-132 | Nikola Mirotić (25) | Nikola Mirotić (8)  | Jrue Holiday (6)   | Smoothie King Center | 4 - 1 |
| 6     | 29 octobre | @ Denver       | D 111-116 | Julius Randle (24)  | Nikola Mirotić (10) | Jrue Holiday (9)   | Pepsi Center         | 4 - 2 |
| 7     | 31 octobre | @ Golden State | D 121-131 | Jrue Holiday (28)   | Davis, Mirotić (12) | Jrue Holiday (9)   | Oracle Arena         | 4 - 3 |

| Match | Date match   | Équipe          | Score     | Meilleur marqueur   | Meilleur rebondeur   | Meilleur passeur   | Lieux                   | Série   |
| ----- | ------------ | --------------- | --------- | ------------------- | -------------------- | ------------------ | ----------------------- | ------- |
| 8     | 1er novembre | @ Portland      | D 119-132 | Julius Randle (29)  | Nikola Mirotić (13)  | Jrue Holiday (10)  | Moda Center             | 4 - 4   |
| 9     | 3 novembre   | @ San Antonio   | D 95-109  | Jrue Holiday (29)   | Nikola Mirotić (16)  | Jrue Holiday (8)   | AT&T Center             | 4 - 5   |
| 10    | 5 novembre   | @ Oklahoma City | D 116-122 | Julius Randle (26)  | Nikola Mirotić (16)  | Jrue Holiday (14)  | Chesapeake Energy Arena | 4 - 6   |
| 11    | 7 novembre   | Chicago         | V 107-98  | Anthony Davis (32)  | Davis, Mirotić (15)  | Jrue Holiday (9)   | Smoothie King Center    | 5 - 6   |
| 12    | 10 novembre  | Phoenix         | V 119-99  | Anthony Davis (26)  | Julius Randle (15)   | Jrue Holiday (9)   | Smoothie King Center    | 6 - 6   |
| 13    | 12 novembre  | @ Toronto       | V 126-110 | E'Twaun Moore (30)  | Anthony Davis (20)   | Jrue Holiday (14)  | Scotiabank Arena        | 7 - 6   |
| 14    | 14 novembre  | @ Minnesota     | D 100-107 | E'Twaun Moore (31)  | Anthony Davis (11)   | Jrue Holiday (10)  | Target Center           | 7 - 7   |
| 15    | 16 novembre  | New York        | V 129-124 | Anthony Davis (43)  | Anthony Davis (17)   | Jrue Holiday (10)  | Smoothie King Center    | 8 - 7   |
| 16    | 17 novembre  | Denver          | V 125-115 | Anthony Davis (40)  | Mirotić, Randle (10) | Davis, Holiday (8) | Smoothie King Center    | 9 - 7   |
| 17    | 19 novembre  | San Antonio     | V 140-126 | Anthony Davis (29)  | Julius Randle (14)   | Julius Randle (10) | Smoothie King Center    | 10 - 7  |
| 18    | 21 novembre  | @ Philadelphie  | D 120-121 | Davis, Holiday (30) | Davis, Holiday (16)  | Jrue Holiday (10)  | Wells Fargo Center      | 10 - 8  |
| 19    | 23 novembre  | @ New York      | D 109-114 | Anthony Davis (33)  | Anthony Davis (12)   | Jrue Holiday (8)   | Madison Square Garden   | 10 - 9  |
| 20    | 24 novembre  | @ Washington    | D 114-124 | Julius Randle (29)  | Julius Randle (15)   | Jrue Holiday (9)   | Capital One Arena       | 10 - 10 |
| 21    | 26 novembre  | Boston          | D 107-124 | Anthony Davis (27)  | Anthony Davis (16)   | Jrue Holiday (7)   | Smoothie King Center    | 10 - 11 |
| 22    | 28 novembre  | Washington      | V 125-104 | Jrue Holiday (29)   | Anthony Davis (15)   | Tim Frazier (12)   | Smoothie King Center    | 11 - 11 |
| 23    | 30 novembre  | @ Miami         | D 101-106 | Anthony Davis (41)  | Julius Randle (10)   | Tim Frazier (9)    | American Airlines Arena | 11 - 12 |

| Match | Date match  | Équipe        | Score     | Meilleur marqueur  | Meilleur rebondeur | Meilleur passeur  | Lieux                    | Série   |
| ----- | ----------- | ------------- | --------- | ------------------ | ------------------ | ----------------- | ------------------------ | ------- |
| 24    | 2 décembre  | @ Charlotte   | V 119-109 | Anthony Davis (36) | Anthony Davis (19) | Tim Frazier (9)   | Spectrum Center          | 12 - 12 |
| 25    | 3 décembre  | L.A. Clippers | D 126-129 | Julius Randle (37) | Anthony Davis (13) | Jrue Holiday (14) | Smoothie King Center     | 12 - 13 |
| 26    | 5 décembre  | Dallas        | V 132-106 | Davis, Randle (27) | Julius Randle (18) | Anthony Davis (9) | Smoothie King Center     | 13 - 13 |
| 27    | 7 décembre  | Memphis       | D 103-107 | Julius Randle (26) | Julius Randle (13) | Jrue Holiday (11) | Smoothie King Center     | 13 - 14 |
| 28    | 9 décembre  | @ Détroit     | V 116-108 | Jrue Holiday (37)  | Anthony Davis (9)  | Tim Frazier (8)   | Little Caesars Arena     | 14 - 14 |
| 29    | 10 décembre | @ Boston      | D 100-113 | Anthony Davis (41) | Julius Randle (11) | Tim Frazier (10)  | TD Garden                | 14 - 15 |
| 30    | 12 décembre | Oklahoma City | V 118-114 | Anthony Davis (44) | Anthony Davis (18) | Jrue Holiday (10) | Smoothie King Center     | 15 - 15 |
| 31    | 16 décembre | Miami         | D 96-102  | Anthony Davis (27) | Anthony Davis (12) | Anthony Davis (7) | Smoothie King Center     | 15 - 16 |
| 32    | 19 décembre | @ Milwaukee   | D 115-123 | Anthony Davis (27) | Anthony Davis (11) | Jrue Holiday (12) | Fiserv Forum             | 15 - 17 |
| 33    | 21 décembre | @ L.A. Lakers | D 104-112 | Anthony Davis (30) | Anthony Davis (20) | Jrue Holiday (10) | Staples Center           | 15 - 18 |
| 34    | 23 décembre | @ Sacramento  | D 117-122 | Jrue Holiday (27)  | Anthony Davis (17) | Tim Frazier (7)   | Golden 1 Center          | 15 - 19 |
| 35    | 26 décembre | @ Dallas      | D 119-122 | Anthony Davis (32) | Anthony Davis (18) | Tim Frazier (7)   | American Airlines Center | 15 - 20 |
| 36    | 28 décembre | Dallas        | V 114-112 | Anthony Davis (48) | Anthony Davis (17) | Jrue Holiday (8)  | Smoothie King Center     | 16 - 20 |
| 37    | 29 décembre | Houston       | D 104-108 | Julius Randle (23) | Davis, Randle (11) | Jrue Holiday (9)  | Smoothie King Center     | 16 - 21 |
| 38    | 31 décembre | Minnesota     | V 123-114 | Julius Randle (33) | Julius Randle (11) | Jrue Holiday (8)  | Smoothie King Center     | 17 - 21 |

| Match | Date match | Équipe          | Score     | Meilleur marqueur     | Meilleur rebondeur    | Meilleur passeur   | Lieux                   | Série   |
| ----- | ---------- | --------------- | --------- | --------------------- | --------------------- | ------------------ | ----------------------- | ------- |
| 39    | 2 janvier  | @ Brooklyn      | D 121-126 | Anthony Davis (34)    | Anthony Davis (26)    | Elfrid Payton (7)  | Barclays Center         | 17 - 22 |
| 40    | 5 janvier  | @ Cleveland     | V 133-98  | Holiday, Randle (22)  | Julius Randle (12)    | Julius Randle (8)  | Quicken Loans Arena     | 18 - 22 |
| 41    | 7 janvier  | Memphis         | V 114-95  | Anthony Davis (36)    | Anthony Davis (13)    | Jrue Holiday (6)   | Smoothie King Center    | 19 - 22 |
| 42    | 9 janvier  | Cleveland       | V 140-124 | Anthony Davis (38)    | Anthony Davis (13)    | Elfrid Payton (9)  | Smoothie King Center    | 20 - 22 |
| 43    | 12 janvier | @ Minnesota     | D 106-110 | Anthony Davis (30)    | Anthony Davis (14)    | Jrue Holiday (7)   | Target Center           | 20 - 23 |
| 44    | 14 janvier | @ L.A. Clippers | V 121-117 | Anthony Davis (46)    | Anthony Davis (16)    | Jrue Holiday (8)   | Staples Center          | 21 - 23 |
| 45    | 16 janvier | @ Golden State  | D 140-147 | Anthony Davis (30)    | Anthony Davis (18)    | Elfrid Payton (12) | Oracle Arena            | 21 - 24 |
| 46    | 18 janvier | @ Portland      | D 112-128 | Anthony Davis (27)    | Julius Randle (9)     | Jrue Holiday (6)   | Moda Center             | 21 - 25 |
| 47    | 21 janvier | @ Memphis       | V 105-85  | Holiday, Mirotić (21) | Julius Randle (12)    | Jrue Holiday (6)   | FedExForum              | 22 - 25 |
| 48    | 23 janvier | Détroit         | D 94-98   | Jrue Holiday (29)     | Julius Randle (13)    | Jrue Holiday (7)   | Smoothie King Center    | 22 - 26 |
| 49    | 24 janvier | @ Oklahoma City | D 116-122 | Jrue Holiday (22)     | Jrue Holiday (9)      | Jrue Holiday (13)  | Chesapeake Energy Arena | 22 - 27 |
| 50    | 26 janvier | San Antonio     | D 114-126 | Jrue Holiday (29)     | Jahlil Okafor (15)    | Tim Frazier (6)    | Smoothie King Center    | 22 - 28 |
| 51    | 29 janvier | @ Houston       | V 121-116 | Jahlil Okafor (27)    | Kenrich Williams (16) | Tim Frazier (10)   | Toyota Center           | 23 - 28 |
| 52    | 30 janvier | Denver          | D 99-105  | Jrue Holiday (22)     | Trois joueurs (8)     | Tim Frazier (8)    | Smoothie King Center    | 23 - 29 |

| Match                  | Date match | Équipe        | Score     | Meilleur marqueur  | Meilleur rebondeur    | Meilleur passeur     | Lieux                   | Série   |
| ---------------------- | ---------- | ------------- | --------- | ------------------ | --------------------- | -------------------- | ----------------------- | ------- |
| 53                     | 2 février  | @ San Antonio | D 108-113 | Frank Jackson (25) | Diallo, Williams (8)  | Tim Frazier (8)      | AT&T Center             | 23 - 30 |
| 54                     | 4 février  | Indiana       | D 107-109 | Jahlil Okafor (25) | Diallo, Okafor (13)   | Jrue Holiday (9)     | Smoothie King Center    | 23 - 31 |
| 55                     | 6 février  | @ Chicago     | V 125-120 | Julius Randle (31) | Cheick Diallo (9)     | Jrue Holiday (11)    | United Center           | 24 - 31 |
| 56                     | 8 février  | Minnesota     | V 122-117 | Anthony Davis (32) | Davis, Frazier (9)    | Jrue Holiday (9)     | Smoothie King Center    | 25 - 31 |
| 57                     | 9 février  | @ Memphis     | D 90-99   | Julius Randle (21) | Anthony Davis (16)    | Kenrich Williams (7) | FedExForum              | 25 - 32 |
| 58                     | 12 février | Orlando       | D 88-118  | E'Twaun Moore (19) | Okafor, Williams (7)  | Tim Frazier (7)      | Smoothie King Center    | 25 - 33 |
| 59                     | 14 février | Oklahoma City | V 131-122 | Julius Randle (33) | Kenrich Williams (12) | Jrue Holiday (7)     | Smoothie King Center    | 26 - 33 |
| NBA All-Star Game 2019 |            |               |           |                    |                       |                      |                         |         |
| 60                     | 22 février | @ Indiana     | D 111-126 | Cheick Diallo (16) | Cheick Diallo (18)    | Quatre joueurs (4)   | Bankers Life Fieldhouse | 26 - 34 |
| 61                     | 23 février | L.A. Lakers   | V 128-115 | Jrue Holiday (27)  | Cheick Diallo (10)    | Elfrid Payton (9)    | Smoothie King Center    | 27 - 34 |
| 62                     | 25 février | Philadelphie  | D 110-111 | Jrue Holiday (22)  | Julius Randle (14)    | Elfrid Payton (14)   | Smoothie King Center    | 27 - 35 |
| 63                     | 27 février | @ L.A. Lakers | D 119-125 | Julius Randle (35) | Elfrid Payton (11)    | Jrue Holiday (10)    | Staples Center          | 27 - 36 |

| Match | Date match | Équipe      | Score          | Meilleur marqueur    | Meilleur rebondeur    | Meilleur passeur   | Lieux                      | Série   |
| ----- | ---------- | ----------- | -------------- | -------------------- | --------------------- | ------------------ | -------------------------- | ------- |
| 64    | 1er mars   | @ Phoenix   | V 130-116      | Julius Randle (22)   | Cheick Diallo (11)    | Elfrid Payton (10) | Talking Stick Resort Arena | 28 - 36 |
| 65    | 2 mars     | @ Denver    | V 120-112      | Jrue Holiday (29)    | Diallo, Randle (10)   | Elfrid Payton (10) | Pepsi Center               | 29 - 36 |
| 66    | 4 mars     | @ Utah      | V 115-112      | Holiday, Randle (30) | Anthony Davis (11)    | Elfrid Payton (6)  | Vivint Smart Home Arena    | 30 - 36 |
| 67    | 6 mars     | Utah        | D 104-114      | Julius Randle (23)   | Elfrid Payton (8)     | Quatre joueurs (3) | Smoothie King Center       | 30 - 37 |
| 68    | 8 mars     | Toronto     | D 104-127      | Frank Jackson (20)   | Cheick Diallo (12)    | Julius Randle (7)  | Smoothie King Center       | 30 - 38 |
| 69    | 10 mars    | @ Atlanta   | D 116-128      | Jackson,Randle (23)  | Elfrid Payton (10)    | Elfrid Payton (10) | State Farm Arena           | 30 - 39 |
| 70    | 12 mars    | Milwaukee   | D 113-130      | Julius Randle (23)   | Elfrid Payton (15)    | Elfrid Payton (11) | Smoothie King Center       | 30 - 40 |
| 71    | 15 mars    | Portland    | D 110-122      | Julius Randle (45)   | Elfrid Payton (12)    | Elfrid Payton (16) | Smoothie King Center       | 30 - 41 |
| 72    | 16 mars    | Phoenix     | D 136-138 (OT) | Julius Randle (21)   | Elfrid Payton (12)    | Elfrid Payton (16) | Smoothie King Center       | 30 - 42 |
| 73    | 18 mars    | @ Dallas    | V 129-125      | Julius Randle (30)   | Kenrich Williams (11) | Elfrid Payton (11) | American Airlines Center   | 31 - 42 |
| 74    | 20 mars    | @ Orlando   | D 96-119       | Stanley Johnson (18) | Cheick Diallo (11)    | Trois joueurs (4)  | Amway Center               | 31 - 43 |
| 75    | 24 mars    | Houston     | D 90-113       | Frank Jackson (19)   | Anthony Davis (10)    | Elfrid Payton (8)  | Smoothie King Center       | 31 - 44 |
| 76    | 26 mars    | Atlanta     | D 120-130      | Julius Randle (24)   | Randle, Wood (9)      | Elfrid Payton (9)  | Smoothie King Center       | 31 - 45 |
| 77    | 28 mars    | Sacramento  | V 121-118      | Julius Randle (34)   | Julius Randle (11)    | Elfrid Payton (9)  | Smoothie King Center       | 32 - 45 |
| 78    | 31 mars    | L.A. Lakers | D 102-130      | Julius Randle (17)   | Christian Wood (11)   | Elfrid Payton (6)  | Smoothie King Center       | 32 - 46 |

| Match | Date match | Équipe       | Score          | Meilleur marqueur  | Meilleur rebondeur  | Meilleur passeur   | Lieux                      | Série   |
| ----- | ---------- | ------------ | -------------- | ------------------ | ------------------- | ------------------ | -------------------------- | ------- |
| 79    | 3 avril    | Charlotte    | D 109-115      | Julius Randle (34) | Julius Randle (11)  | Elfrid Payton (7)  | Smoothie King Center       | 32 - 47 |
| 80    | 5 avril    | @ Phoenix    | D 126-133 (OT) | Julius Randle (31) | Julius Randle (14)  | Elfrid Payton (12) | Talking Stick Resort Arena | 32 - 48 |
| 81    | 7 avril    | @ Sacramento | V 133-129      | Ian Clark (31)     | Jahlil Okafor (13)  | Elfrid Payton (14) | Golden 1 Center            | 33 - 48 |
| 82    | 9 avril    | Golden State | D 103-112      | Jahlil Okafor (30) | Christian Wood (12) | Elfrid Payton (7)  | Smoothie King Center       | 33 - 49 |

### Confrontations en saison régulière
| Conférence Est      | Conférence Est                               | Conférence Est                               | Conférence Ouest                             | Conférence Ouest                             | Conférence Ouest                             | Conférence Ouest                             | Conférence Ouest                             |
| Division Atlantique | Division Atlantique                          | Division Atlantique                          | Division Nord-Ouest                          | Division Nord-Ouest                          | Division Nord-Ouest                          | Division Nord-Ouest                          | Division Nord-Ouest                          |
| Équipe              | Domicile                                     | Extérieur                                    | Équipe                                       | Domicile                                     | Domicile                                     | Extérieur                                    | Extérieur                                    |
| ------------------- | -------------------------------------------- | -------------------------------------------- | -------------------------------------------- | -------------------------------------------- | -------------------------------------------- | -------------------------------------------- | -------------------------------------------- |
| Boston              | 107-124                                      | 100-113                                      | Denver                                       | 125-115                                      | 99-105                                       | 111-116                                      | 120-112                                      |
| Brooklyn            | 117-115                                      | 121-126                                      | Minnesota                                    | 123-114                                      | 122-117                                      | 100-107                                      | 106-110                                      |
| New York            | 129-124                                      | 109-114                                      | Oklahoma City                                | 118-114                                      | 131-122                                      | 116-122                                      | 116-122                                      |
| Philadelphie        | 110-111                                      | 120-121                                      | Portland                                     | 110-122                                      |                                              | 119-132                                      | 112-128                                      |
| Toronto             | 104-127                                      | 126-110                                      | Utah                                         | 111-132                                      | 104-114                                      | 115-112                                      |                                              |
|                     | 2–3                                          | 1–4                                          |                                              | 5–4                                          | 5–4                                          | 2–7                                          | 2–7                                          |
| Division            | 3–7                                          | 3–7                                          | Division                                     | 7–11                                         | 7–11                                         | 7–11                                         | 7–11                                         |
| Division Atlantique | Division Atlantique                          | Division Atlantique                          | Division Nord-Ouest                          | Division Nord-Ouest                          | Division Nord-Ouest                          | Division Nord-Ouest                          | Division Nord-Ouest                          |
| Équipe              | Domicile                                     | Extérieur                                    | Équipe                                       | Domicile                                     | Domicile                                     | Extérieur                                    | Extérieur                                    |
| Chicago             | 107-98                                       | 125-120                                      | Golden State                                 | 103-112                                      |                                              | 121-131                                      | 140-147                                      |
| Cleveland           | 140-124                                      | 133-98                                       | L.A. Clippers                                | 116-109                                      | 126-129                                      | 121-117                                      |                                              |
| Detroit             | 94-98                                        | 108-116                                      | L.A. Lakers                                  | 128-115                                      | 102-130                                      | 104-112                                      | 119-125                                      |
| Indiana             | 107-109                                      | 111-126                                      | Phoenix                                      | 119-99                                       | 136-138 (OT)                                 | 130-116                                      | 126-133 (OT)                                 |
| Milwaukee           | 113-130                                      | 115-123                                      | Sacramento                                   | 149-129                                      | 121-118                                      | 117-122                                      | 133-129                                      |
|                     | 2–3                                          | 3–2                                          |                                              | 5–4                                          | 5–4                                          | 3–6                                          | 3–6                                          |
| Division            | 5–5                                          | 5–5                                          | Division                                     | 8–10                                         | 8–10                                         | 8–10                                         | 8–10                                         |
| Division Atlantique | Division Atlantique                          | Division Atlantique                          | Division Nord-Ouest                          | Division Nord-Ouest                          | Division Nord-Ouest                          | Division Nord-Ouest                          | Division Nord-Ouest                          |
| Équipe              | Domicile                                     | Extérieur                                    | Équipe                                       | Domicile                                     | Domicile                                     | Extérieur                                    | Extérieur                                    |
| Atlanta             | 120-130                                      | 116-128                                      | Dallas                                       | 132-106                                      | 114-112                                      | 119-122                                      | 129-125                                      |
| Charlotte           | 109-115                                      | 119-109                                      | Houston                                      | 104-108                                      | 90-113                                       | 131-112                                      | 121-116                                      |
| Miami               | 96-102                                       | 101-106                                      | Memphis                                      | 103-107                                      | 114-95                                       | 105-85                                       | 90-99                                        |
| Orlando             | 88-118                                       | 96-119                                       |                                              |                                              |                                              |                                              |                                              |
| Washington          | 125-104                                      | 114-124                                      | San Antonio                                  | 140-126                                      | 114-126                                      | 95-109                                       | 108-113                                      |
|                     | 1–4                                          | 1–4                                          |                                              | 4–4                                          | 4–4                                          | 4–4                                          | 4–4                                          |
| Division            | 2–8                                          | 2–8                                          | Division                                     | 8–8                                          | 8–8                                          | 8–8                                          | 8–8                                          |
| Conférence          | 10–20 (Domicile : 5–10 ; Extérieur : 5–10)   | 10–20 (Domicile : 5–10 ; Extérieur : 5–10)   | Conférence                                   | 23–29 (Domicile : 14–12 ; Extérieur : 9–17)  | 23–29 (Domicile : 14–12 ; Extérieur : 9–17)  | 23–29 (Domicile : 14–12 ; Extérieur : 9–17)  | 23–29 (Domicile : 14–12 ; Extérieur : 9–17)  |
| Total               | 33–49 (Domicile : 19–22 ; Extérieur : 14–27) | 33–49 (Domicile : 19–22 ; Extérieur : 14–27) | 33–49 (Domicile : 19–22 ; Extérieur : 14–27) | 33–49 (Domicile : 19–22 ; Extérieur : 14–27) | 33–49 (Domicile : 19–22 ; Extérieur : 14–27) | 33–49 (Domicile : 19–22 ; Extérieur : 14–27) | 33–49 (Domicile : 19–22 ; Extérieur : 14–27) |

## Classements de la saison régulière
| Conférence Ouest | Conférence Ouest                | Conférence Ouest | Conférence Ouest | Conférence Ouest | Conférence Ouest | Conférence Ouest | Conférence Ouest |
| No               | Franchise                       | Vic.             | Def.             | MJ               | V/D              | GB               |                  |
| ---------------- | ------------------------------- | ---------------- | ---------------- | ---------------- | ---------------- | ---------------- | ---------------- |
| 1                | Warriors de Golden State T      | 57               | 25               | 82               | .695             | –                |                  |
| 2                | Nuggets de Denver               | 54               | 28               | 82               | .659             | 3                |                  |
| 3                | Trail Blazers de Portland       | 53               | 29               | 82               | .646             | 4                |                  |
| 4                | Rockets de Houston              | 53               | 29               | 82               | .646             | 4                |                  |
| 5                | Jazz de l'Utah                  | 50               | 32               | 82               | .610             | 7                |                  |
| 6                | Thunder d'Oklahoma City         | 49               | 33               | 82               | .598             | 8                |                  |
| 7                | Spurs de San Antonio            | 48               | 34               | 82               | .585             | 9                |                  |
| 8                | Clippers de Los Angeles         | 48               | 34               | 82               | .585             | 9                |                  |
|                  |                                 |                  |                  |                  |                  |                  |                  |
| 9                | Kings de Sacramento             | 39               | 43               | 82               | .476             | 18               |                  |
| 10               | Lakers de Los Angeles           | 37               | 45               | 82               | .451             | 20               |                  |
| 11               | Timberwolves du Minnesota       | 36               | 46               | 82               | .439             | 21               |                  |
| 12               | Grizzlies de Memphis            | 33               | 49               | 82               | .402             | 24               |                  |
| 13               | Pelicans de La Nouvelle-Orléans | 33               | 49               | 82               | .402             | 24               |                  |
| 14               | Mavericks de Dallas             | 33               | 49               | 82               | .402             | 24               |                  |
| 15               | Suns de Phoenix                 | 19               | 63               | 82               | .232             | 38               |                  |

| Division Sud-Ouest            | V  | D  | MJ | V/D  | GB | Dom   | Ext   | Div  |
| ----------------------------- | -- | -- | -- | ---- | -- | ----- | ----- | ---- |
| Rockets de Houston (4)        | 53 | 29 | 82 | .646 | –  | 31–10 | 22–19 | 10–6 |
| Spurs de San Antonio (7)      | 48 | 34 | 82 | .585 | 5  | 32–9  | 16–25 | 10–6 |
| Grizzlies de Memphis (12)     | 33 | 49 | 82 | .402 | 20 | 21–20 | 12–29 | 8–8  |
| Pelicans de Nlle-Orléans (13) | 33 | 49 | 82 | .402 | 20 | 19–22 | 14–27 | 8–8  |
| Mavericks de Dallas (14)      | 33 | 49 | 82 | .402 | 20 | 24–17 | 9–32  | 4–12 |

## Effectif

### Effectif actuel
| Pelicans de La Nouvelle-Orléans Effectif actuel                |    |                        |                         |               |
| Entraîneur : Alvin Gentry                                      |    |                        |                         |               |
| Arrière                                                        | 9  | Drapeau de la Lettonie | Dairis Bertāns (R)      | Olimpia Milan |
| Arrière / Ailier                                               | 5  | Drapeau des États-Unis | Trevon Bluiett (R) (TW) | Xavier        |
| Arrière                                                        | 2  | Drapeau des États-Unis | Ian Clark               | Belmont       |
| Ailier fort / Pivot                                            | 23 | Drapeau des États-Unis | Anthony Davis (C)       | Kentucky      |
| Ailier fort / Pivot                                            | 13 | Drapeau du Mali        | Cheick Diallo           | Kansas        |
| Ailier                                                         | 44 | Drapeau des États-Unis | Solomon Hill            | Arizona       |
| Meneur / Arrière                                               | 11 | Drapeau des États-Unis | Jrue Holiday            | UCLA          |
| Meneur                                                         | 15 | Drapeau des États-Unis | Frank Jackson           | Duke          |
| Ailier                                                         | 3  | Drapeau des États-Unis | Stanley Johnson         | Arizona       |
| Ailier                                                         | 21 | Drapeau des États-Unis | Darius Miller           | Kentucky      |
| Meneur / Arrière                                               | 55 | Drapeau des États-Unis | E'Twaun Moore           | Purdue        |
| Pivot                                                          | 8  | Drapeau des États-Unis | Jahlil Okafor           | Duke          |
| Meneur                                                         | 4  | Drapeau des États-Unis | Elfrid Payton           | Louisiane     |
| Ailier fort / Pivot                                            | 30 | Drapeau des États-Unis | Julius Randle           | Kentucky      |
| Arrière / Ailier                                               | 34 | Drapeau des États-Unis | Kenrich Williams (R)    | TCU           |
| Ailier fort                                                    | 35 | Drapeau des États-Unis | Christian Wood          | UNLV          |
| (C) - Capitaine, (R) - Rookie, (TW) - Two-way contract, Blessé |    |                        |                         |               |

## Transactions

### Échanges
| 15 octobre 2018 | A Pelicans de La Nouvelle-OrléansWesley Johnson | A Clippers de Los AngelesAlexis Ajinça                   |
| 6 février 2019  | A Pelicans de La Nouvelle-OrléansMarkieff Morris Second tour de draft 2023 | A Wizards de WashingtonWesley Johnson                    |
| 7 février 2019  | A Pelicans de La Nouvelle-OrléansStanley Johnson (De Détroit) Jason Smith (De Milwaukee) Second tour de draft 2019 protégé de Denver (De Milwaukee) Second tour de draft 2020 (De Milwaukee) Second tour de draft 2020 de Washington (De Milwaukee) Second tour de draft 2021 de Washington (De Milwaukee) | A Bucks de MilwaukeeNikola Mirotić (De Nouvelle-Orléans) |
| 7 février 2019  | A Pistons de DétroitThon Maker (De Milwaukee) |                                                          |

### Joueurs qui re-signent
| Date       | Joueur    | Contrat                          |
| ---------- | --------- | -------------------------------- |
| 08/07/2018 | Ian Clark | Contrat de 1 757 429 $ sur 1 an. |

### Arrivés

#### Agent libre
| Date       | Joueur           | Contrat                                                 | Provenance                                 |
| ---------- | ---------------- | ------------------------------------------------------- | ------------------------------------------ |
| 08/07/2018 | Julius Randle    | Contrat de 17 714 050 $ sur 2 ans.                      | Lakers de Los Angeles                      |
| 08/07/2018 | Elfrid Payton    | Contrat de 3 000 000 $ sur 1 an.                        | Suns de Phoenix                            |
| 20/07/2018 | Garlon Green     | Contrat partiellement garanti de 2 255 316 $ sur 2 ans. | Belfius Mons-Hainaut                       |
| 24/07/2018 | Kenrich Williams | Contrat partiellement garanti de 2 255 316 $ sur 2 ans. | Horned Frogs de TCU (NCAA)                 |
| 26/07/2018 | Troy Williams    | Contrat non garanti de 3 157 958 $ sur 1 an.            | Knicks de New York                         |
| 08/08/2018 | Jahlil Okafor    | Contrat partiellement garanti de 3 269 493 $ sur 2 ans. | Nets de Brooklyn                           |
| 04/09/2018 | Darius Morris    | Contrat non garanti de 3 466 716 $ sur 2 ans.           | Vipers de Rio Grande Valley (NBA G-League) |

#### Two-way contract
| Date       | Joueur         | Provenance                  |
| ---------- | -------------- | --------------------------- |
| 17/07/2018 | Trevon Bluiett | Musketeers de Xavier (NCAA) |

#### Camps d'entraînement
| Date       | Joueur        | Contrat                                      | Provenance         |
| ---------- | ------------- | -------------------------------------------- | ------------------ |
| 19/09/2018 | Jarrett Jack  | Contrat non garanti de 2 393 887 $ sur 1 an. | Knicks de New York |
| 29/09/2018 | Brandon McCoy | Contrat non garanti de 838 464 $ sur 1 an    | Bucks de Milwaukee |

### Départs

#### Agents libres
| Date       | Joueur           | Nouvelle équipe ¹        |
| ---------- | ---------------- | ------------------------ |
| 01/07/2018 | Jordan Crawford  |                          |
| 06/07/2018 | DeMarcus Cousins | Warriors de Golden State |
| 06/07/2018 | Rajon Rondo      | Lakers de Los Angeles    |
| 07/10/2018 | Charles Cooke    | Heat de Miami            |

¹ Il s'agit de l’équipe pour laquelle le joueur a signé après son départ, il a pu entre-temps changer d'équipe ou encore de pays.

#### Joueurs coupés
| Date       | Joueur          | Nouvelle équipe ¹     |
| ---------- | --------------- | --------------------- |
| 31/08/2018 | DeAndre Liggins | Heat de Miami         |
| 19/09/2018 | Emeka Okafor    | 76ers de Philadelphie |

¹ Il s'agit de l’équipe pour laquelle le joueur a signé après son départ, il a pu entre-temps changer d'équipe ou encore de pays.

#### Non retenu après les camps d’entraînements
| Date       | Joueur        |
| ---------- | ------------- |
| 12/10/2018 | Darius Morris |
| 12/10/2018 | Brandon McCoy |
| 13/10/2018 | Jarrett Jack  |
| 13/10/2018 | Garlon Green  |
| 17/10/2018 | Troy Williams |

### Joueurs "agents libres" à la fin de la saison
| Joueur           | Fin de saison         |
| ---------------- | --------------------- |
| Alexis Ajinça    | Agent libre           |
| Cheick Diallo    | Agent libre restreint |
| Montrezl Harrell | Agent libre           |
| DeAndre Liggins  | Agent libre           |
| Darius Miller    | Agent libre           |
| Nikola Mirotić   | Agent libre           |
| Emeka Okafor     | Agent libre           |

## Récompenses
| Date                      | Joueur        | Récompense                                     |
| ------------------------- | ------------- | ---------------------------------------------- |
| 12 novembre – 18 novembre | Anthony Davis | Joueur de la semaine dans la conférence Ouest. |